# Cedusa carolinensis
Cedusa carolinensis är en insektsart som beskrevs av Flynn och Kramer 1983. Cedusa carolinensis ingår i släktet Cedusa och familjen Derbidae. Inga underarter finns listade i Catalogue of Life.